# Astron (Satellit)
Astron war ein sowjetisches Weltraumteleskop. Sein Einsatzgebiet waren Ultraviolett- und Röntgenaufnahmen. Er wurde am 23. März 1983 mit einer Proton-Rakete in den Orbit geschossen. Seine stark elliptische Umlaufbahn als Highly-Elliptical-Orbit-Satellit (HEO) sorgte dafür, dass Astron zu 90 % der Zeit außerhalb des Erdschattens und des Strahlungsgürtels war. Der Satellit war 6 Meter lang, hatte eine Gesamtmasse von 3.500 kg und basierte auf dem Design der Venera-Raumsonden. Astron wurde sechs Jahre lang betrieben und war zu seiner Zeit das größte Ultraviolettteleskop im Weltraum.